# Cochlostoma roseoli
Cochlostoma roseoli е вид охлюв от семейство Diplommatinidae. Видът не е застрашен от изчезване.

## Разпространение и местообитание
Разпространен е в Албания и Черна гора.
Обитава скалисти райони и долини.

## Описание
Популацията на вида е стабилна.